# 一千年以後
一千年以後是新加坡歌手林俊杰第3张录音室专辑《编号89757》的主打歌，由林俊杰作曲，林秋离作词，许环良、冯时泽制作，于2005年4月1日發行。该歌曲延续上张专辑中〈江南〉的商业成功，连续获得9项歌曲类奖项，进一步巩固了林俊杰的人气，亦成为其代表作品之一。

## 创作背景
身为科幻电影迷的林俊杰，专辑《编号89757》灵感就来自电影《星際大戰》对未来世界的描写，创作概念以一个来自3005年的未来战士的角度来出发。在歌曲〈编号89757〉中，一个来自3005年的机器人，因为计算机病毒的感染，爱上了他的女主人。而〈一千年以后〉承接这个故事，讲述的是当编号为89757的机器人在1000年以后醒来转变成真人后，却发现深爱的女主人早已经不在。而据林俊杰透露，该歌曲的创作也受到電影《機械公敵》的影响。

## 音乐视频
〈一千年以后〉的MV由第37届金马奖获奖导演张国甫执导，他将专辑中3首歌曲〈编号89757〉、〈木乃伊〉及〈一千年以后〉串连成一部音乐电影，完全用电影的工作班底拍摄，并特别邀来韩国小姐韩敬真演出女主角，这也是林俊杰首次与电影导演合作。

## 现场演出
2006年1月28日，林俊杰登上《2006年中国中央电视台春节联欢晚会》的舞台，现场演唱〈一千年以后〉，并以网民票选33.3%的支持率成为“最受欢迎歌唱节目”冠军。2020年10月3日，林俊杰担任第31屆金曲獎頒獎典禮表演嘉宾，攜手演奏家黃裕翔及小提琴家蘇子茵，现场演唱〈一千年以後〉和〈交換餘生〉，用音樂引領觀眾探討生命與時空的關聯。该歌曲也是林俊杰演唱会及歌友会的常驻曲目，曾作为林俊杰「就是俊杰世界巡回演唱会」、「杰伴2009世界巡回演唱会」、「I AM世界巡回演唱会」、「时线世界巡回演唱会」、「JJ20世界巡回演唱会」的结尾曲或安可曲表演。

## 榜单

### 年榜
| 榜單 (2005)         | 最高排名 |
| ------------------- | -------- |
| 中国大陆（动感101） | 7        |

## 奖项
| 年份 | 颁奖典礼／单位               | 獎項             | 提名者／作品                           | 結果 | 来源          |
| ---- | ---------------------------- | ---------------- | -------------------------------------- | ---- | ------------- |
| 2005 | 第七届CCTV-MTV音乐盛典       | 年度最佳单曲     | 〈一千年以后〉                         | 獲獎 | [ 10 ]        |
| 2005 | 第五届全球華語歌曲排行榜     | 25大歌曲         | 〈一千年以后〉                         | 獲獎 | [ 11 ]        |
| 2005 | 第三届东南劲爆音乐颁奖典礼   | 台湾十大金曲奖   | 〈一千年以后〉                         | 獲獎 | [ 12 ]        |
| 2005 | 第12届新加坡金曲奖           | 最佳本地作曲奖   | 林俊傑／〈一千年以後〉                 | 獲獎 | [ 13 ]        |
| 2006 | 2005年度中国原创音乐流行榜   | 港台金曲         | 〈一千年以后〉                         | 獲獎 | [ 14 ]        |
| 2006 | 第六届音乐风云榜颁奖盛典     | 港台最佳歌曲     | 〈一千年以后〉                         | 提名 | [ 15 ] [ 16 ] |
| 2006 | 第六届音乐风云榜颁奖盛典     | 港台最佳作词     | 李瑞洵／〈一千年以后〉                 | 提名 | [ 15 ] [ 16 ] |
| 2006 | 第六届音乐风云榜颁奖盛典     | 港台最佳作曲     | 林俊杰／〈一千年以后〉                 | 提名 | [ 15 ] [ 16 ] |
| 2006 | 第六届音乐风云榜颁奖盛典     | 港台最佳编曲     | 蔡政勋、陈建玮、许环良／〈一千年以后〉 | 獲獎 | [ 15 ] [ 16 ] |
| 2006 | 2005 MusicRadio中国TOP排行榜 | 港台年度最佳作曲 | 林俊傑／〈一千年以后〉                 | 獲獎 | [ 17 ]        |
| 2006 | 2005 MusicRadio中国TOP排行榜 | 港台年度金曲     | 〈一千年以后〉                         | 獲獎 | [ 17 ]        |
| 2006 | 2005年度北京流行音乐典礼     | 年度最受欢迎金曲 | 〈一千年以后〉                         | 獲獎 | [ 18 ]        |

## 翻唱
- 2005年9月10日，薛之谦（2005我型我秀总决赛）[19]
- 2010年7月30日，武艺（2010快乐男声全国总决赛8进7）
- 2016年6月19日，苏运莹（「野子—肆意疯长的力量」2016北京个人演唱会）
- 2016年9月30日，霍尊（叮咯咙咚呛第二季）
- 2017年12月1日，张靓颖（梦想的声音第二季 第5期）
- 2017年12月31日，关晓彤（北京卫视2018环球跨年盛典晚会）
- 2021年6月7日，石凯（开门大吉）

## 人员
- 许环良 – 配唱制作、键盘、和声编写、混音师
- 蔡政勋 – 键盘
- 陈建玮 – 键盘
- David Koon – 键盘
- Shah Tahir – 电吉他
- Jamie Wilson – 电吉他
- Andy Peterson – 贝斯
- Gary Gideon – 鼓
- Atman – 陶笛
- 林俊杰 – 和声
- The Garden（新加坡） – 录音室
- Synchrosound Studio（马来西亚） – 录音室
- The Home（台北） – 录音室
- 冯时泽 – 录音师
- Peter Chong – 录音师
- 吴剑泓 – 录音师
- Kelvin Tan Wei Jiun – 录音师
- Jacob Lin – 录音师
- Blue Moon Studio（加利福尼亚） – 混音室
- Joe Vannelli – 混音师
- Joe Primeau – 混音师